# Cerbureni, Argeș
Cerbureni este un sat în comuna Valea Iașului din județul Argeș, Muntenia, România.